# 코서

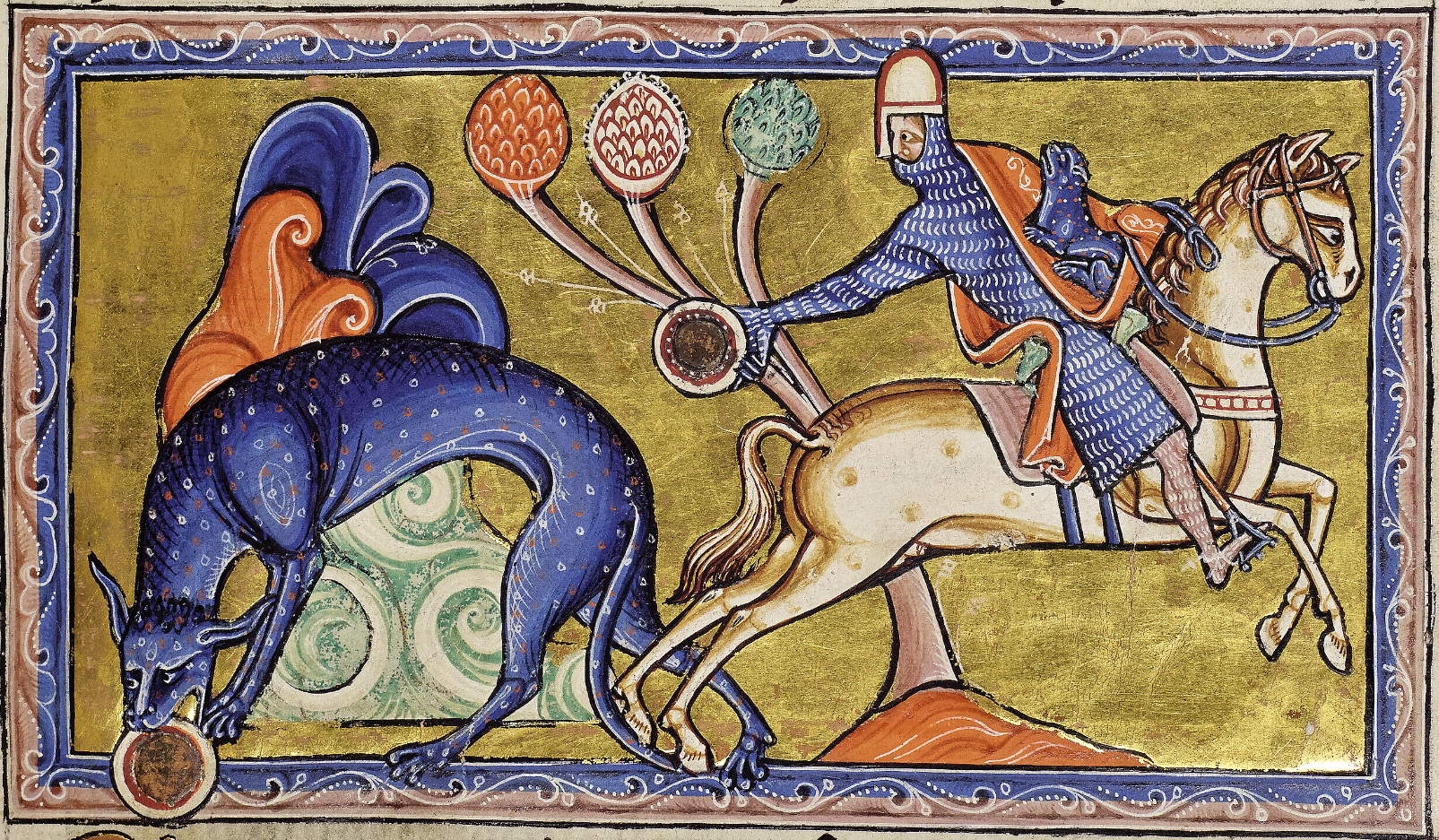

코서(courser)는 중세 군마의 하나로, 주로 맨앳암즈들이 승용했다.
데스트리어보다 흔했으며, 몸이 가볍고 날래 빠른 것이 장점이었다. 코서도 매우 값어치 있는 말이었으나 최상급 말인 데스트리어보다는 쌌다.